# Robin Leamy (Schwimmer)
Robin John Leamy (* 1. April 1961 in Apia, Westsamoa) ist ein ehemaliger Schwimmer aus den Vereinigten Staaten, der je eine Goldmedaille bei Olympischen Spielen, bei Schwimmweltmeisterschaften und bei Panamerikanischen Spielen gewann.

## Karriere
Robin Leamy wurde als neuseeländischer Staatsbürger im damaligen Westsamoa geboren und kam erst vor seinen High-School-Jahren in die Vereinigten Staaten. Zu Beginn seiner sportlichen Laufbahn spielte er Wasserball, wurde dann aber zum Freistilschwimmer.
Bei den Schwimmweltmeisterschaften 1982 in Guayaquil erschwamm die 4-mal-100-Meter-Freistilstaffel mit Christopher Cavanaugh, Robin Leamy, David McCagg und Rowdy Gaines die Goldmedaille in der Weltrekordzeit von 3:19,26 Minuten vor den Staffeln aus der Sowjetunion und aus Schweden. 1983 gewann Leamy die Goldmedaille mit der 4-mal-100-Meter-Freistilstaffel bei den Panamerikanischen Spielen in Caracas. Bei den Olympischen Spielen 1984 in Los Angeles erreichte die Staffel mit Matt Biondi, Christopher Cavanaugh, Tom Jager und Robin Leamy das Finale als Vorlaufzweite hinter den Australiern. Im Endlauf verbesserten Christopher Cavanaugh, Michael Heath, Matt Biondi und Rowdy Gaines den Weltrekord auf 3:19,03 Minuten und gewannen die Goldmedaille mit 0,65 Sekunden Vorsprung vor der australischen Staffel. Jager und Leamy erhielten für ihren Vorlaufeinsatz ebenfalls eine Goldmedaille, diese Regelung wurde 1984 erstmals bei Olympischen Spielen angewendet.
Robin Leamy graduierte an der UCLA und machte anschließend seinen MBA an der zur UCLA gehörenden Anderson School of Management. Danach war er in der Immobilienbranche tätig und spezialisierte sich auf Büroflächen. 2010 gründete er seine eigene Firma.